# Моник (актриса)
Моник (на английски: Mo'Nique) е американска актриса. 

## Детство и образование
Моник е родена на 11 декември 1967 година в Глен Бърни, Балтимор, Мериленд. Дъщеря е на инженер Алис Имес и наркосъветника Стивън Имес, младши. Тя е най-малкото от четирите деца. Моник завършва гимназия Милфорф Мил (Milford Mill) в окръг Балтимор през 1985 г.  и посещава Морган стейт университет (Morgan State University).  Тя е завършила 1987 г. в Института за радиоразпръскване в Мериленд. 
Преди да стане актриса, Моник е работила като представител на обслужването на клиенти в телефонната компания MCI в Хънт Вали, Мериленд.  Започва да се занимава с комедия в центъра на Балтимор (Comedy Factory Outlet), когато брат ѝ Стив я насърчава да изпълнява на открита микрофонна вечер.

## Кариера
Моник за първи път получава признание за работата си в стендъп комедия, дебютирайки като член на „Кралиците на Комедията“ (The Queens of Comedy). През 2002 г. тя получава номинация за награда Грами за най-добър забавен албум.
Започва прехода си към масовия филм и телевизия с главна роля като Никол (Ники) Паркър в сериала на ЮПиЕн „The Parkers“ от 1999 до 2004 г., както и с роли във филми като „Phat Girlz“ (2006) и Добре дошъл у дома „Роско Дженкинс“ (2008). През 2009 г. тя получи признание на критиката за изпълнението си във филма „Скъпоценни“, за който печели множество награди, включително наградата Оскар за най-добра поддържаща женска роля, ставайки четвъртата афроамериканка, която спечели наградата и Златен глобус за най-добра поддържаща актриса. Оттогава тя е водеща на шоуто „Моник“ от 2009 до 2011 г. и играе ролята на Ма Рейни в биографичния филм на HBO „Беси“ (2015), където печели номинация за наградата Primetime Emmy.

## Личен живот
Моник се сгодява за кратко за счетоводителя Кени Мунг. 
От 1997 до 2001 г. е омъжена за Марк Джаксън. Те имат двама сина: Марк Ерик Джаксън-младши и Шалон Калвин Джаксън.
Тя ражда синове близнаци Джонатан и Дейвид Хикс през октомври 2005 г.  През 2006 г. се омъжва за баща им Сидни Хикс. В профил на Ню Йорк Таймс тя споменава, че с Хикс имат открит брак.